# Alcohol Is Free
Alcohol Is Free è un brano musicale interpretato dal gruppo greco Koza Mostra con la collaborazione del cantante Agathōnas Iakovidīs.

## Il brano
La canzone è stata scritta da Ilias Kozas, frontman del gruppo nonché autore della maggior parte dei testi.
Ha partecipato, in rappresentanza della Grecia, all'Eurovision Song Contest 2013 tenutosi a Malmö. Il brano si è classificato al sesto posto in finale.
Il genere musicale del brano varia dallo ska al rebetiko. 
Il testo, che è in lingua greca con ritornello in lingua inglese, allude alla crisi economica della Grecia. Il titolo stesso del brano (in italiano: L'alcol è gratis) è un chiaro riferimento alla depressione e allo sconforto che questa situazione economica ha causato nel popolo ellenico.

## Tracce
Download digitale
1. Alcohol Is Free - 2:58